# 書楽

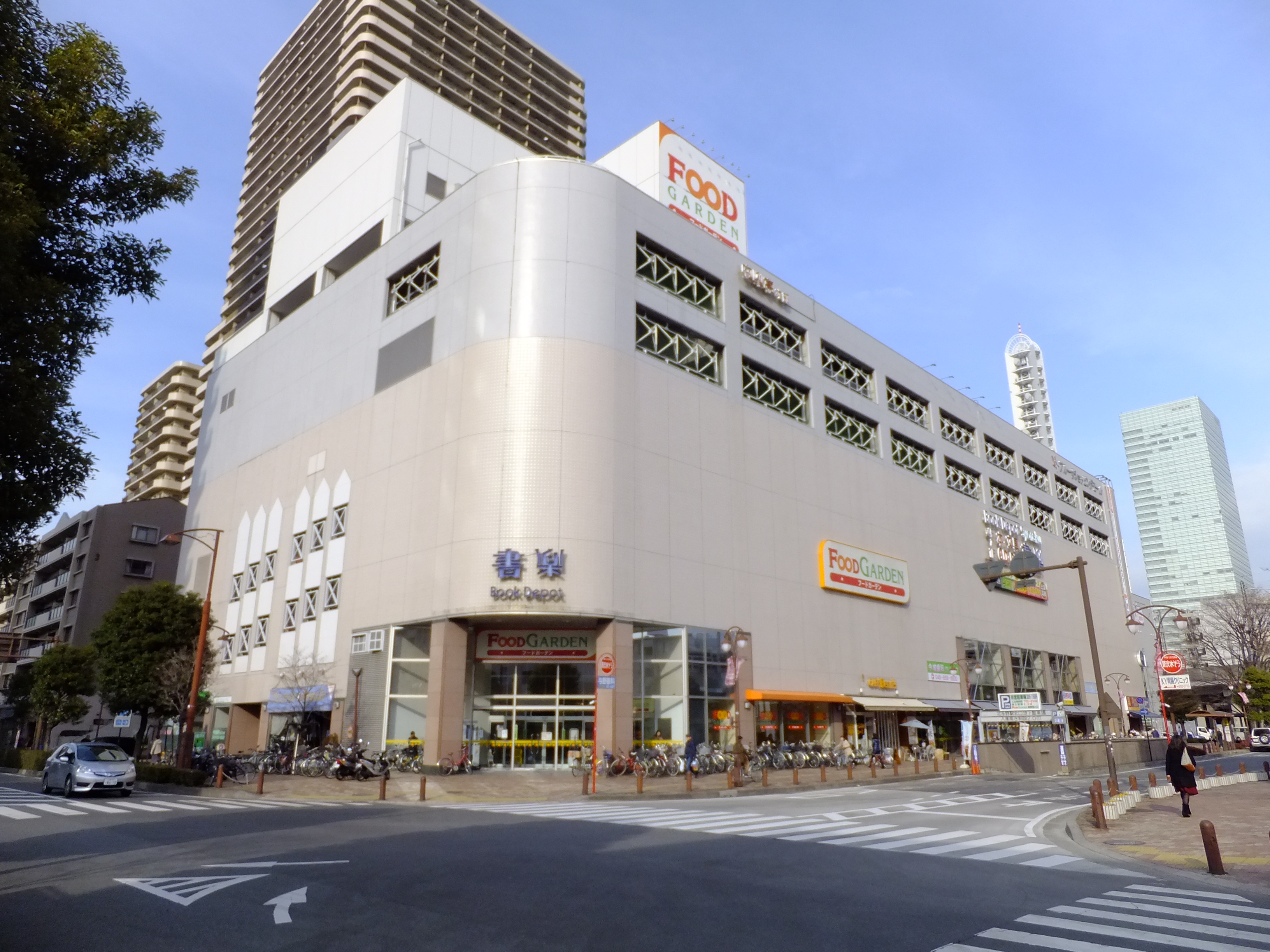
書楽北与野店が入るアルーサショッピングモール

株式会社書楽（しょらく）は、埼玉県さいたま市中央区のアルーサ北与野にある書店。店舗名はブックデポ書楽（ブックデポしょらく）。

## 概要
北与野駅前にあるアルーサショッピングモールB館で、1997年に開業した大型書店・CDショップ。かつては4フロアあり、ジュンク堂書店池袋本店や丸善本店に次ぐ書籍売場面積で、併設のCDショップ（旧・サウンドショップ書楽）についても2009年までは埼玉県内最大規模を誇っていた。しかし2019年には1階フロアのみに集約が始まり、面積も近接する紀伊國屋書店さいたま新都心店より小さくなった。1997年の開店当初（ジュンク堂池袋本店開店の2年前）は、「首都圏最大の大型書店」と言うコピーを掲げていたが、先述のジュンク堂書店池袋本店の開業になど他社店舗の超大化により「北関東最大級の大型書店」に改められ、その後「地域最大級の店舗」をコピーとしていたが、一般的な面積になったため使用しなくなっている。
当初は安楽亭による焼肉をはじめとする大型レストランの開業を視野に入れていたが、ロースター排気による近隣住民からの苦情を断念し、子会社であったアン情報サービス（後に「書楽」へ社名変更）を通じて新規事業の開拓へ転換した経緯がある。開業3年目の2000年には黒字を達成した。（出典:週刊ダイヤモンド（2004年）の異業種参入を題材とした記事による）

## 沿革
- 1997年（平成9年）4月 - 安楽亭が書籍販売等の新事業に進出。子会社の株式会社書楽が北与野駅前に「ブックデポ書楽」をオープン。キャッチコピーは関東最大級の書店。1階は雑誌とコーヒー等のカフェ、2階はドリル、受験、就職、国家試験等の試験と学校ガイド、カフェとレストラン、3階がパソコン、ビジネス本、和食店、４階は絵本と洋書と文房具。
- 2000年（平成12年）11月 - 安楽亭グループ企業全体のIT化推進を目的として、株式会社アン情報サービスを設立し、書楽を合併。
- 2002年（平成14年）- 明治安田生命さいたま新都心ビル1階に、初の分店となる小型書店「L.Aタワー店」を開業。
- 2004年（平成16年）- 大々的なリニューアルを行い、書棚やカウンターなどを一新。3階はCD・DVD売場（サウンドショップ書楽）となる。
- 2006年（平成18年）- 2004年に開業したコクーン新都心（現・コクーンシティ・コクーン1） 内に紀伊國屋書店が出店した影響により「L.Aタワー店」を閉店。
- 2008年（平成20年）- 3月31日付で「株式会社書楽」の持株全てを安楽亭関係企業の北与野エステートへ売却し、安楽亭の連結決算対象から外れた。
- 2009年（平成21年）- CD・DVD売り場は2009年に再版期限を経過した旧盤CDの在庫処分セールを行った後、3階へ縮小移転した。
- 2015年（平成27年）- 3階を閉鎖し、2階へ縮小移転。
- 2019年（令和元年）- 書籍・文具を段階的に1階へ縮小移転。
- 2023年（令和5年） - 1階の駅側半分のスペースがドラッグストアに転換。

## フロア詳細
- 1階 - 書籍（雑誌・文学（新刊書・新書・文庫）・児童書・芸術書・ムック・写真集など）、チケットぴあ・タバコ・宝くじ（安楽亭関係会社による運営）、喫茶店（安楽亭）
- 2階 - 書籍（各種学習参考書・辞書・各種専門書・官報委託販売（白書など）・資格参考書・医学書・パソコン雑誌・コミック・洋書）、CD（サウンドショップ書楽）、文房具（ステーショナリー書楽）、レストラン3店舗（安楽亭）